# موت (مرسین)
مات، مرسین (به ترکی استانبولی: Mut) یک منطقهٔ مسکونی در ترکیه است که در استان مرسین واقع شده‌است.